# Don (1978)
Don is een zogenaamde Bollywood misdaadfilm uit 1978 met in de hoofdrol Amitabh Bachchan als twee personages.
Bachchan won een Filmfare Award voor zijn rol in de film. De zangeres Asha Bhosle en de zanger Kishore Kumar kregen beide een Filmfare award voor hun muzikale bijdrage aan Don.

## Verhaal
Don, gespeeld door Amitabh Bachchan, is een grote onderwereldkoning. Hij wordt opgespoord door de politie en gedood. De politie wil achterhalen wie er allemaal bij zijn organisatie betrokken zijn. Om die reden wordt zijn overlijden geheimgehouden. In Bombay wordt een dubbelganger van hem gevonden, Vijay genaamd. Vijay wordt klaargestoomd om Dons plaats in te nemen.
Er is ook een vrouwelijke infiltrant in het spel. Ze heet Roma en wil persoonlijk wraak op Don nemen, omdat hij verantwoordelijk is voor de dood van haar broer. Ze doet hiervoor meerdere pogingen om hem te doden. Zo probeert ze hem neer te schieten, maar haar pistool blijkt ongeladen. Ook laat ze hem van een flatgebouw vallen, maar Don overleeft doordat hij in een zwembad valt.
Hierna komen ze erachter dat ze beiden voor de politie werken. Door hun samenwerking wordt de hele bende uiteindelijk gearresteerd.

## Rolverdeling
| Acteur           | Personage           |
| ---------------- | ------------------- |
| Amitabh Bachchan | Don/ Vijay          |
| Zeenat Aman      | Roma                |
| Pran             | Jasjit "JJ" Ahuja   |
| Iftekhar         | Rechercheur D'Silva |
| Helen            | Kamini              |

## Nieuwe versies
Don is een aantal malen opnieuw verfilmd:
- in 1979 in het Telugu met de naam Yugandhar
- in 1980 in het Tamil met de naam Billa
- in 1986 in het Malayalam met de naam Sobharaj
- in 1989 weer in het Hindi met de naam Dav Pech
- in 1989 verscheen een parodie op Don met de naam Duplicate
- in 2006 met de naam Don - The Chase Begins Again

## Trivia
- Deze film wordt wel als de definitieve doorbraak van Amitabh Bachchan gezien.
- Een van de liedjes van Don, Yeh Mera Dil Yaar Ka Diwana gezongen door Asha Bhosle, is hetzelfde als Don't Phunk with My Heart van The Black Eyed Peas uit 2005.
- De film werd voor een deel in en rond het Taj Mahal Palace & Tower in Bombay opgenomen.